# Хальтен (Золотурн)
Хальтен (нем. Halten SO) — коммуна в Швейцарии, в кантоне Золотурн. 
Входит в состав округа Вассерамт. Население составляет 830 человек (на 31 декабря 2007 года). Официальный код — 2520.